# Aeroklub Příbram
Aeroklub Příbram (AKPM) je zájmový spolek sídlící a působící na letišti Dlouhá Lhota, které leží severovýchodně od města Příbram, v dohledu dálnice D4. Je členem Aeroklubu České republiky a Letecké amatérské asociace ČR a s výjimkou balónového létání rozvíjí všechny obory rekreačního a sportovního letectví: plachtění, rekreační a sportovní motorové létání, ultralehké létání a parašutismus.

## Historie

### První pokus
První příbramský aeroklub založil v září roku 1945 Alois Šmolík, významný příbramský podnikatel ve strojírenství a především přední český letecký konstruktér, jehož jméno aeroklub nesl. Ing. Šmolík pro klub obstaral i první dvě letadla, kluzák SG 38 a větroň GB II b. Příští rok zahájili budoucí příbramští letci skutečnou leteckou činnost: každý víkend pěšky dopravili rozebraný větroň, kterému dali jméno Horymír, na svah u deset kilometrů vzdálené obce Modřovice a tam trénovali pomocí gumového lana starty následované kratinkým letem a přistáním na louce pod vrškem.
Tento první příbramský aeroklub zanikl koncem čtyřicátých let 20. století v nepřímém důsledku znárodnění Šmolíkovy automobilky Příbramská strojírna a slévárna.

### Svazarm
Nástupcem se v roce 1956 stala tzv. navijáková stanice, což byla pobočka středočeského krajského aeroklubu Svazarmu, která byla z iniciativy Josefa Petráně zřízena na záložním travnatém leteckém pásu vybudovaném pro potřeby vojenského letectva v polovině 50. let mezi obcemi Suchodol a Dlouhá Lhota, tedy v prostoru současného letiště. Výcvik byl zahájen následující rok na větroni LF 109 Pionýr. Startovalo se převážně s pomocí navijáku, ale byly provedeny i první vzlety v aerovleku za motorovým letadlem.
V roce 1959 byla činnost aeroklubu opět přerušena, tentokrát v souvislosti s výstavbou 2 300 metrů dlouhé asfaltové dráhy, aby letiště bylo použitelné i pro nadzvukové letouny typu MiG 21, které československé vojenské letectvo začalo zavádět do výzbroje o dva roky později. Provoz na Dlouhé Lhotě se začal postupně obnovovat od roku 1964. V roce 1965 byl postaven první zděný hangár, který je používán dosud, a o rok později oficiálně založen Aeroklub Svazarmu Příbram.
I v tomto případě, stejně jako v prvních poválečných letech,  se hlavní činností stal nábor a výcvik nejmladších pilotů. V té době, stejně jako dalších nejméně padesát roků, začínal základní výcvik všech budoucích letců v tehdejším Československu prakticky bez výjimky na bezmotorových dvoumístných větroních L13 Blaník. Nejdůležitější dovednosti, tedy vzlet a přistání, se pilotní žáci učili s pomocí navijákových startů, k výcviku létání v termickém prostředí startovali v aerovleku, obvykle za některým z letounů typové řady Zlín Trenér. V příbramském aeroklubu měli v roce 1966 k dispozici dva Blaníky a jednu „vlečnou“ typu Z 126, neboli „stopětku“, jak se jí podle tehdejšího vojenského označení C 105 říká dosud.
V 70. a 80. letech se AKPM profiloval také v leteckých sportech, především jako jedna z hlavních československých základen parašutismu, a příbramské letiště bylo v té době řadu let i sídlem parašutistické reprezentace.

### Občanské sdružení
Po roce 1989 se klub transformoval na občanské družení a později na zájmový spolek. Na začátku 90. let získal v té době už víc než deset let vyřazený Zlín 126 Trenér výrobního čísla 38, který byl vyroben v roce 1950 jako letoun pro základní výcvik vojenských pilotů. Finančně, organizačně i technicky náročná generální oprava skončila v roce 1997, kdy se letoun v původní vojenské kamufláži s původním vojenským označením UC 38 stal ozdobou I. leteckého dne Dlouhá Lhota. S registrační značkou OK-DVG je v provozu jako nejstarší létající „stopětka“ na světě dosud.
Letecké dny, výstavy a další akce

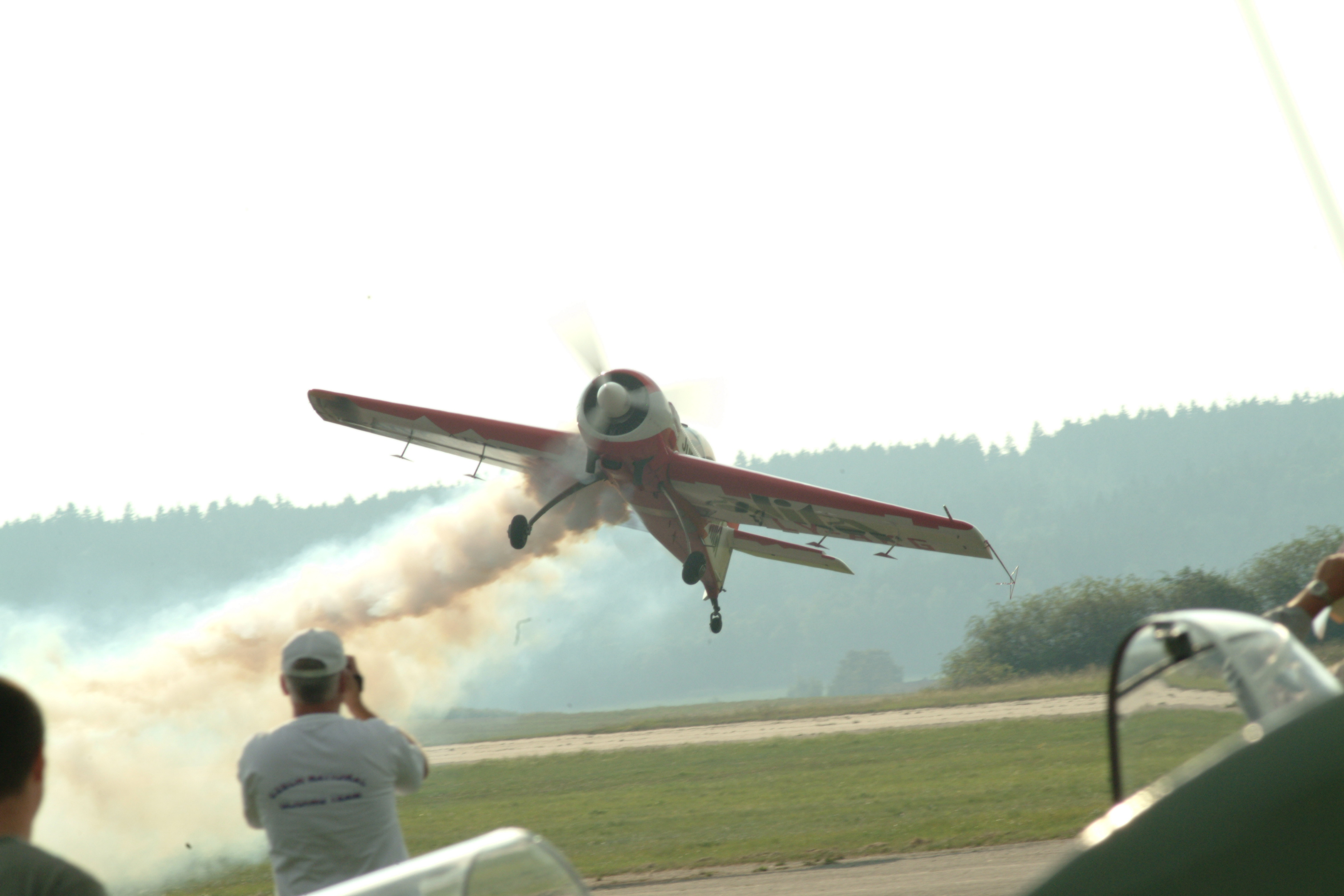
Litevský pilot Jurgis Kairys s letounem SU 31 při AcrobatshoW – Memoriálu Martina Stáhalíka v roce 2002

Letecké dny se pak staly každoroční tradicí a od roku 2001 do roku 2012 pokračovaly pod názvem Acrobatshow – Memoriál Martina Stáhalíka. Zúčastňovali se jich přední čeští a evropští mistři letecké akrobacie jako např. Petr Jirmus, Ivan Tuček, Jiří Kobrle, Petr Biskup, Martin Šonka, Petr Kopfstein, Jurgis Kairys, Viktor Čmal, Světlana Kapanina, Dušan Šamko nebo Uli Dembinski.

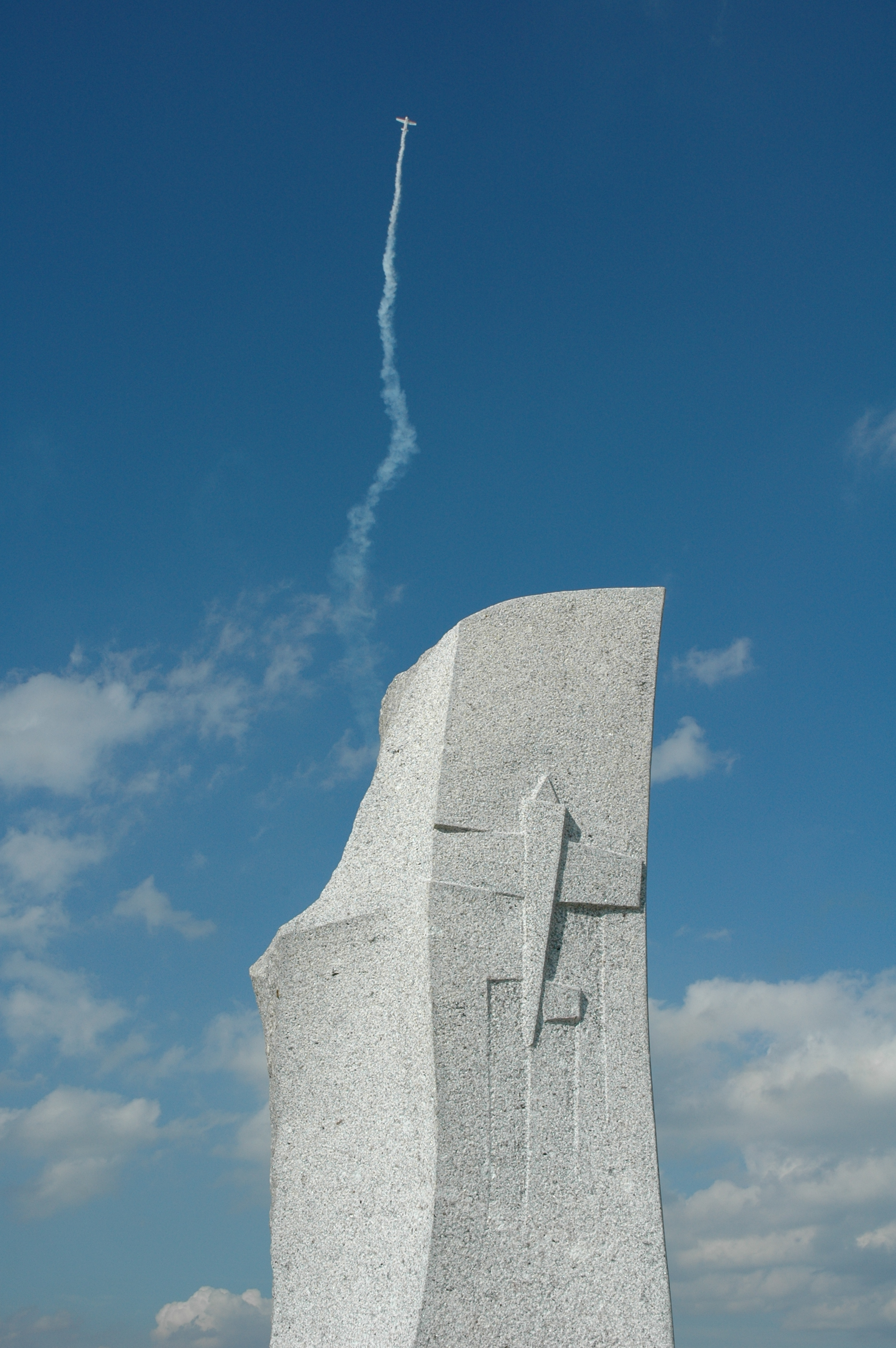
Památník Mistrům letecké akrobacie v areálu AKPM na letišti Dlouhá Lhota – Příbram

Vybudování Památníku mistrům letecké akrobacie v areálu AKPM bylo v roce 2006 oceněno Aeroklubem ČR jako Letecký čin roku. Památník odhalil známý herec Luděk Munzar, který byl nejen velkým fanouškem leteckého sportu, ale v mládí i aktivním pilotem větroňů a motorových letadel, včetně akrobatických.
V letech 2008 a 2010 se AKPM podílel na organizaci mezinárodní výstavy letecké techniky AeroExpo a v roce 2017 na pořádání Mistrovství republiky v bezmotorovém létání. Od roku 2008 klub pořádá na závěr plachtařské sezóny pod názvem Příbramský čundr soutěž v letu po letištním okruhu a přesnosti přistání větroňů.

## Spolková činnost
AKPM má aktuálně (2024) kolem 80 členů a členek ve věkovém rozmezí 14 až 81 let. Sídlí ve vlastním areálu, který těsně přiléhá ke vzletové a přistávací dráze 06-24. Vlastní také tří hangáry, ve kterých je kromě 12 klubových větroňů a motorových letadel umístěno přibližně 15 letadel soukromých majitelů, z nichž někteří jsou členy klubu. Několik soukromých větroňů členů klubu je umístěno na betonové stojánce v přepravních boxech. V dalších budovách jsou učebny, klubovny, místnost pro předletovou přípravu, kuchyňka, sociální zázemí, dílny a garáže pro další techniku, a také ubytovací kapacity pro několik desítek osob. Součástí areálu je kromě Památníku mistrům letecké akrobacie také budova s pilotním klubem U ocelového ptáka.
AKPM vyvíjí klubovou činnost především o víkendech a v době letních soustředění zaměřených hlavně na sportovní bezmotorové létání. Poskytuje také služby široké veřejnosti, zejména zážitkové lety ve větroních i motorových letadlech.

## Výcvik pilotů
AKPM se od svého vzniku zaměřuje především na výcvik v bezmotorovém létání. Každý rok v lednu klub otevírá základní plachtařský kurz, do kterého se mohou hlásit chlapci i dívky už od 14 let věku. Kromě pilotního výcviku vlastních členů zajišťují členové klubu s kvalifikací leteckých instruktorů také výcvik zájemců o licence pilota kluzáků, pilota motorových kluzáků, pilota ultralehkých letadel, soukromého pilota motorových letounů a základní parašutistický výcvik.

## Odchovanci a sportovní úspěchy
V AKPM začínala svou profesionální leteckou kariéru řada dopravních pilotů, mezi nimi např. Tomáš Nevole, který jako kapitán provedl 26. ledna 2022 s letounem Boeing 737 MAX 8 první přistání tohoto velkého dopravního letadla na Antarktidě. Odchovancem klubu je i bývalý letecký akrobat, vojenský pilot letounů JAS39 Gripen, velitel 211. tygří letky těchto letounů a v letech 2020 až 2022 i velitel celé 21. základny taktického letectva Čáslav, brigádní generál Jaroslav Míka. Na příbramském letišti začala létat a stále létá Eva Černá, rozená Petráňová, dvojnásobná přebornice ČSFR v bezmotorovém létání v letech 1990–1991, dvojnásobná bronzová medailistka z plachtařského mistrovství ČR v letech 2007 a 2014 a pátá z plachtařského mistrovství světa z roku 2001 v Litvě.
Ze stovek bezmotorových pilotů, kteří absolvovali v AKPM elementární plachtařský výcvik, jich velká část získala i základní sportovní kvalifikaci, která podle řádu mezinárodní letecké federace FAI vyžaduje, aby pilot vydržel s větroněm pět hodin ve vzduchu, uletěl minimálně 50 kilometrů a dosáhl převýšení nejméně 1000 metrů. Za tento výkon získává plachtař Stříbrný odznak FAI. Ještě náročnější jsou kritéria pro získání Zlatého odznaku, který drží pět příbramských plachtařů a dva z nich získali za pětihodinovou letovou výdrž, převýšení minimálně 5000 m, cílový let po uzavřené trati v délce minimálně 300 km a volný let na vzdálenost minimálně 500 km, dokonce nejvyšší ocenění – Zlatý odznak se třemi diamanty.

## Letadlový park

### Historie
- SG 38[6]
- GB II b[7]
- LF 107 Luňák
- LF 109 Pionýr
- L 40 Meta Sokol
- VT 16 Orlík[8]
- Zlín Trenér (typy 126, 226, 326, 526)
- Z 42, 142
- Z 43[9]

### Současnost (2023)
- LG-425 Šohaj[10]
- L-13 Blaník
- VT-116 Orlík II
- L 13 SW Vivat
- VSO 10 Gradient
- Grob g 103 Twin Astir
- G-102 Astir
- L-23 Blaník
- Zlín Z-126
- Alto TG 912[11]